# ジョージ・ザンベラス
サー・ジョージ・マイケル・ザンペラス（英語: Sir George Michael Zambellas, GCB, DSC, ADC, DL, FRAeS、1958年4月4日 - ） は、イギリスの海軍軍人。最終階級は海軍大将。イギリス海軍の制服組トップにあたる第一海軍卿兼海軍参謀総長を務めた。
海軍入隊後はヘリコプター操縦士として、第814艦隊航空隊、第829艦隊航空隊及び第815艦隊航空隊で任務に就いた経験を持つ。また、フリゲート艦「チャタム」艦長としてシエラレオネ内戦への介入作戦（パリサー作戦、Operation Palliser）に参加し、その功績により2001年に殊勲十字章（Distinguished Service Cross、DSC）を受章している。
その後、2012年1月に実働部隊の指揮・管理を束ねる艦隊司令長官（CINCFLEET）に任じられる。同年4月の組織改編で、艦隊司令長官職が第一海軍卿の下に一本化・廃止されるが、後継ポストとして新設された海軍参謀次長（Deputy Chief of the Naval Staff、DCNS）兼艦隊総司令官職に引き続き留任。翌2013年には、1月6日付で大将に昇任すると、4月にマーク・スタンホープ大将の後任として第一海軍卿に就任した。2016年4月に退任・退役。

## 海軍入隊まで
ザンベラスはギリシャ系イギリス人で、マイケル・ジョージ・ザンベラスとローズマリー・フレデリーク・ザンベラス（旧姓リンゼイ）の子として生まれた。南ローデシア（現ジンバブエ）のシャバニ小学校、ストウスクールを経てサウサンプトン大学に進学、同大学では航空宇宙工学を学んだ。

## 軍歴

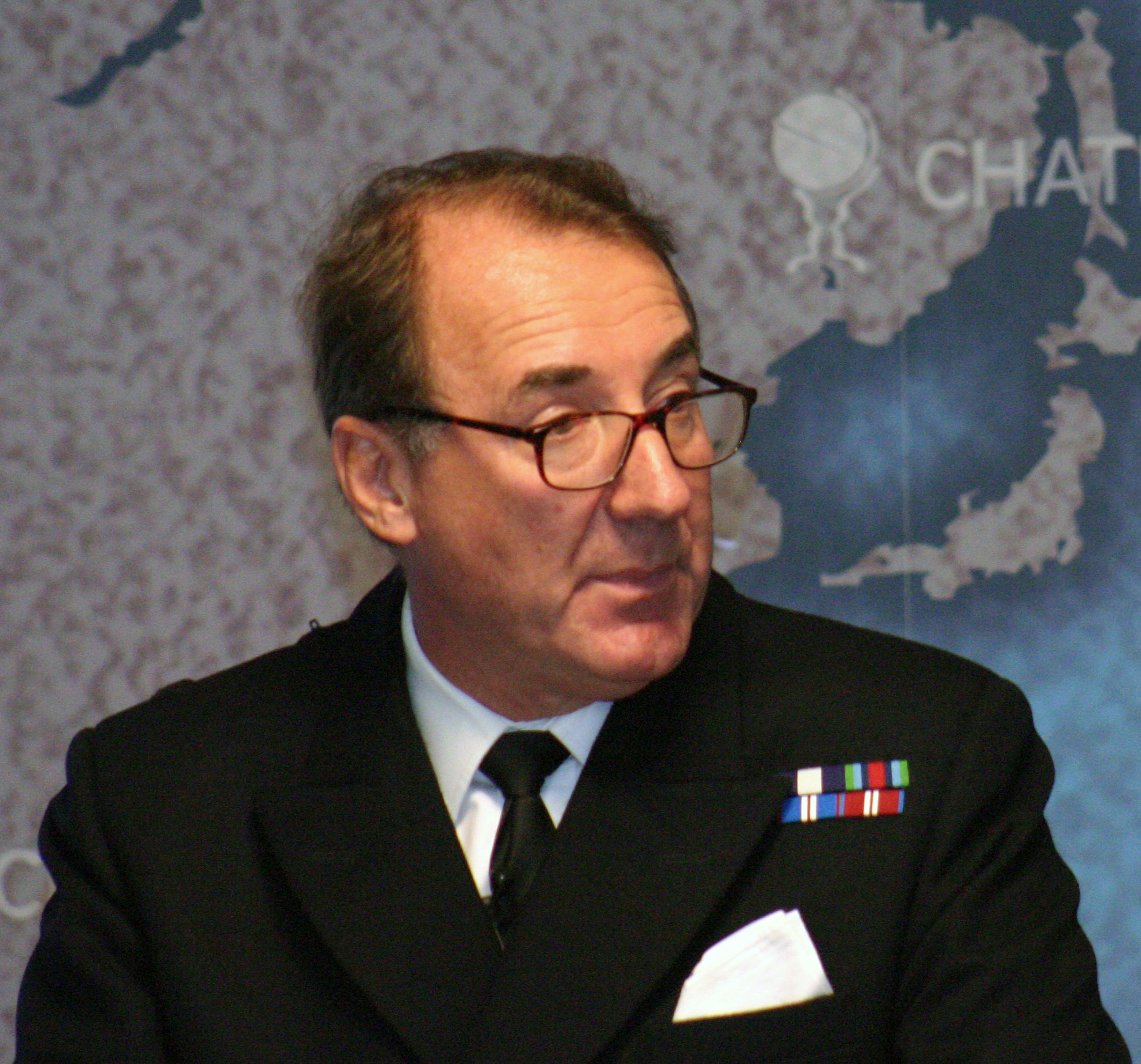
チャタムハウスで講演するザンベラス

1980年9月17日、中尉見習い（acting sub-lieutenant）に任命された。1982年5月16日に大尉に昇進し、第814艦隊航空部隊、第829艦隊航空部隊、そして第815艦隊航空部隊で任務に就いた。
1990年にはグリニッジ旧海軍兵学校で幕僚・参謀任務の訓練を受け、国防省内の海軍の兵力及び訓練担当部門にしばらく勤務した後、1991年に掃海艇カティストックの艇長となった。その後陸上で、ノースウッド司令部で航空作戦担当士官として任務にあたった後、1994年6月30日に中佐に昇進した。1995年には、フリゲートのアーガイルの艦長となり、カリブ海で不法麻薬貿易阻止の作戦に配備・従事した。
カリブ海での任務の後は、1997年から1998年にかけて、トニー・ブレア政権の下で策定された戦略的防衛見直しの共同計画者として軍側から参加。その後1999年には、フリゲート艦（22型フリゲート）チャタムの艦長として海上勤務に戻ると、デイヴィッド・リチャーズ陸軍准将 が率いたシエラレオネ内戦への介入作戦（パリサー作戦）に参加し、この功績により2001年に殊勲十字章を受章した。同じ年、シュリヴェンハム防衛アカデミーで高級指揮幕僚コース（英: HCSC）を受講後、各艦艇を実戦配備に就ける際に重要な作戦行動訓練「フラッグ・オフィサー・シー・トレーニング」（FOST）の担当副官に就任し、特にイギリス海軍と外国海軍の軍艦、そして補助艦艇の訓練を行う上での責任者となった。
2002年には准将（コモドー）に昇進し、イギリス軍の制服組トップである国防参謀総長（CDS）付の首席参謀となる。ボイス男爵マイケル・ボイス海軍大将（2001年 - 2003年）とマイケル・ウォーカー陸軍大将（2003年 - 2006年）の2人のCDSの下、2003年のイラク戦争時に任務に就いた。2005年1月に異動となり、海軍の水陸両用任務グループの指揮官に任ぜられた。

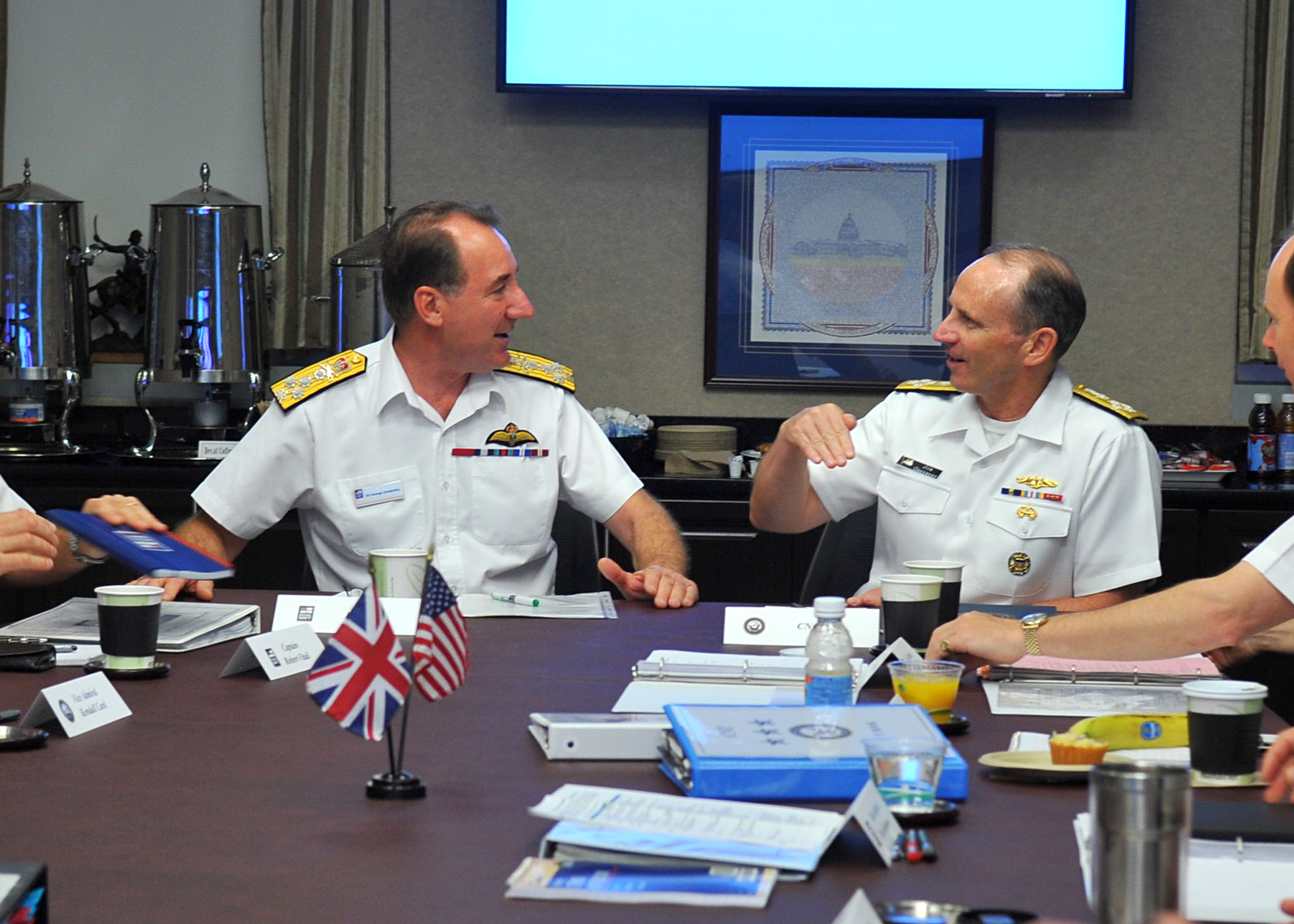
国防総合大学でアメリカ海軍のジョナサン・グリーナート海軍作戦部長（右）と言葉を交わすザンベラス。

2006年8月29日には少将に昇進し、NATO変革連合軍（ACT）の参謀長に補職された。ACT参謀長在職中は、「艦隊の戦闘能力と作戦支援能力に対する次世代のアプローチを立案し、かつ実行する」ことが主任務となった。翌2007年には、海上部隊全体の指揮を統括する海上部隊司令官となり、2008年10月には、ノースウッドにある常設統合司令部の作戦担当参謀長となった。
2011年1月に中将に昇進し、艦隊副司令長官、海軍司令本部の参謀長、そして海軍首席戦闘士官（Chief Naval Warfare Officer）に任命された。2012年1月には艦隊司令長官となり、2013年1月6日に海軍大将に昇任する。2012年の4月には、それまでの司令長官職に代わって新設された艦隊総司令官に再び任命され、及び海軍副参謀総長にも任命された。
2012年のバースデー・オナーズで二等バス勲章（ナイト・コマンダー）を授与された。2013年4月9日には、マーク・スタンホープ大将の後任として第一海軍卿に就任し、兼ねて海軍参謀総長となった。艦隊航空隊出身（航空分野出身）の第一海軍卿は、1995年に退任・退役したベンジャミン・バサースト海軍元帥以来、18年ぶりの誕生であった。2016年新年叙勲でバス勲章ナイト・グランド・クロスとなる。4月13日、ウィンザー城で挙行された叙勲式にアンドルー・パルフォード空軍大将と共に出席。同年4月、サー・フィリップ・ジョーンズ大将に後任を譲って退役。
トリニティ・ハウスのヤンガー・ブラザー（下位組合員）でもある。
2013年12月に来日し、12月2日に防衛省で防衛大臣小野寺五典と会談を行った。この時に中国の防空識別圏についても触れ、小野寺が国際社会の対話の中で解決すべきとしたのに同意し、支持する考えを示した。

## 家族
1982年にアマンダ・ジェーン・レカデネックと結婚し、3人の息子がいる。

## 褒賞
2009年3月、王立航空協会 (RAeS)のフェローに選ばれた。2013年9月にはドーセット副統監に任命された。
|                               | バス勲章 (ナイト・グランド・クロス) | 2015年12月31日 |
| バス勲章 (ナイト・コマンダー) | 2012年6月12日                       |                |
|                               | 殊勲十字章                          | 2001年4月6日   |
|                               | シエラレオネ従軍記章                |                |
|                               | エリザベス2世女王在位50年記念勲章   | 2002年         |
|                               | エリザベス2世女王在位60年記念勲章   | 2012年         |